# سیلهت گس فیلدز
سیلهت گس فیلدز (بنگالی: সিলেট গ্যাস ফিল্ডস লিমিটেড) شرکت گاز بنگلادشی است، که در سال ۱۹۸۰ تأسیس شد.